# 채의림
채의림(중국어: 蔡依林, 병음: Cài Yīlín 차이이린[*], 영어: Jolin Tsai, 1980년 9월 15일 ~ )은 중화민국의 가수로, 중화권에서 활동하고 있다. 현재 주요 거주지는 중화민국 타이베이 시이다.
채의림은 데뷔 이래 최고의 자리를 지켜오며 밀리언셀러 기록을 지닌 중화권 톱 여가수다. 채의림은 매력적인 보이스와 뛰어난 댄스 실력, 귀여우면서도 섹시한 외모로 유명하며 그녀의 음악과 패션트렌드가 중화민국, 홍콩, 마카오, 중화인민공화국, 싱가포르, 동남아시아 등 아시아 전역에 전파돼 ‘C-POP’의 여왕으로 불린다.

## 경력

### 1019 ~ 럭키 넘버
1980년 9월 15일 타이베이시 출생했다. 학창시절 성적이 꽤 괜찮아서 대만에서 유명한 사립대 중 하나인 보인대학 영문과에 입학했다. 대학을 다니던 18세 나이에 MTV에서 주최한 노래 대회에서 휘트니 휴스턴의 Greatest Love of All을 불러 우승을 차지하고, 1999년에 대만 유니버설 뮤직과 계약을 체결함으로써 연예계에 발을 들였다.
1999년 9월 13일, 채의림의 첫 번째 앨범인 〈1019〉가 발매된다. 수록곡인 我知道你很難過(I Know You're Feeling Blue)가 대 히트를 치고, 나머지 수록곡들도 좋은 반응을 얻으며 40만장 넘게 앨범을 팔아치운다. 1집에서의 청초한 모습과 풋풋한 이미지 덕분에 언론은 일제히 그녀를 향해 '소년킬러'라는 별명을 붙였다.
기세를 몰아 2집인 〈Don't Stop〉도 비슷한 이미지를 구축해 1집보다 좀 더 많은 인기를 얻기 시작한다. 영국의 7인조 혼성그룹 S Club 7의 곡인 Bring It All Back을 번안한 타이틀곡 Don't Stop은 귀에 쏙쏙 들어오는 멜로디와 중독성으로 엄청난 성공을 거두었다. 하지만 3집인 〈Show Your Love〉와 4집인 〈Lucky Number〉은 1집과 2집에 비해 실패를 하고 마는데, 유니버설 뮤직과의 계약이 끝날 무렵이어서 매니지먼트도 시원치가 않았다. 채의림 역시 이 때의 곡들을 탐탁치가 않은 건지 주요 타이틀곡 3집의 你還愛我嗎(Do You Still Love Me) 이외에는 콘서트에서 잘 부르려고 하지 않는다.
초창기인 이 시기에 채의림은 안팎으로 힘든 시기를 보냈다. 데뷔 직후 스타덤에 올랐지만 과연 그녀가 이 정도의 인기를 누릴 실력이 있느냐는 비판도 받았던 것이다. 대만의 가수이자 작곡가 등 다방면으로 활동하고 있는 진산니(陳珊妮)와 작곡가 겸 제작자인 임위철(林暐哲)은 2001년 1월 한 좌담회에서 '10대 허접 가수'를 선정해 발표했는데 이중 한 명이 채의림이었다.
4집 활동을 마지막으로 유니버설과의 계약은 완전히 끝이 났지만, 이게 좀 좋지 않게 마무리 된 탓에 2년이라는 공백이 생겨버린다. 채의림은 유니버설을 떠나 소니뮤직으로 소속사를 옮긴다.

### 매직 ~ 제이 게임
2년 동안의 공백 동안, 채의림은 5집 〈看我72變〉(Magic)에서 이미지 변신을 했다. 타이틀곡은 看我72變(Magic)이며 72번 변하는 나를 봐라는 뜻이다. 앨범 판매량은 36만장이 넘게, 즉 4집의 2배 이상 판매량이 상승했다. 거기다 소니 뮤직의 적극적인 기세로 4, 5, 6집은 아시아권에서까지 판매를 시작했는데, 세 앨범 모두 다 토탈 100만장에 달했다.
주걸륜과의 관계가 드러난 것도 이 즈음이었다. 5집의 마지막 앨범인 기사정신은 주걸륜이 곡을 쓰고 채의림이 가사를 붙인 곡이다. 5집 발매 전, 채의림이 낸 책의 부록으로 끼워져 있던 곡이었고 그대로 5집에 수록되었다.
2004년, 그녀의 6집인 〈城堡〉(Castle)가 발매된다. 대체적으로 채의림 하면 가장 떠오르는 곡인 爱情三十六計(36 Tricks of Love)가 수록된 앨범이다. 중화권에선 주걸륜이 만든 곡 就是愛(It's Love)가 더 히트쳤다. 라디오에서 가장 많이 흘러 나왔고, 금곡장 시상식에 노미네이트되는 등, 그리고 주걸륜이 가장 많이 참여한 앨범이었다. 유일하게 한국에 발매된 앨범이다.
7집인 〈J-Game〉은 2005년에 발매되었다. 타이틀곡인 野蠻遊戲(J-Game)을 기점으로 왕리홍이 작곡한 獨佔神話(Exclusive Myth) 발라드곡인 天空(Sky)등을 발표했고, 7집은 그 해에 주걸륜 다음으로 많이 판매된 앨범이 되었다. 그리고 소니뮤직과의 관계가 끝날 즈음이어서 그녀는 잔류하지 않고 EMI 뮤직으로 소속사를 옮긴다.

### 댄싱 디바 ~ 에이전트 제이
2006년 EMI로 소속사를 옮기고 5월 정규 8집 〈舞孃〉(Dancing Diva)을 발표했다. 타이틀곡 舞孃(Dancing Diva)은 아프리카 토속 음악의 리듬에 기반한 댄스곡으로 리본체조와 볼 등 체조 동작을 응용한 퍼포먼스를 보여줬다. 그 외에도 록을 가미한 댄스곡 Mr Q, 지금도 채의림의 명곡 발라드로 꼽히는 假裝(Pretence) 등이 히트했다. 데뷔 후 처음으로 당해년도 대만 음반판매량 1위에 올랐으며, 중화권의 그래미어워드라 할 수 있는 대만 금곡장 시상식에서 솔로 가수로서 최고의 영예인 최우수 여자가수상을 수상했다. 시상 소감을 발표하면서 가장 먼저 한 말이 "그동안 저를 안 좋게 봐주셨던 분들에게 감사드린다. 여러분이 저에게 큰 자극을 주셨다"였다.
2007년 9월에는 정규 9집 〈特務J〉(Agent J)를 발표, 여전사 이미지로 변신했다. 커진 자신감 덕에 뮤직비디오에서부터 엄청난 투자를 했다. 타이틀곡 特務J(Agent J)와 발라드곡 一個人(Alone) 怕什麼(Fear-free) 총 3곡의 뮤직비디오를 하나의 스토리로 이어 프랑스 올로케로 촬영한 것이다. 이 뮤직비디오 3부작에서 호흡을 맞춘 남자는 바로 김재원이다. 이 앨범 또한 당해년도 대만 음반판매량 1위에 올랐으며 아시아 전역에서 250만장이 팔렸다. 2008년에는 베이징올림픽 주제곡 北京歡迎你(Beijing Welcomes You)에 참여했고, 정규 음반 발매는 없었지만 해외 유명 곡들을 리메이크해 부른 첫 번째 영어 앨범 〈愛的練習語〉(Love Exercise)을 발표했다. 영어 앨범 발표 전엔 호주의 싱어송라이터, 호주의 마돈나 카일리 미노그의 부름을 받아 In My Arms를 콜라보레이션 했다. 아시아권 한정으로 음원이 풀려 유튜브 등지에서 찾아 들을 수 있다.

### 버터플라이 ~ 플레이
2008년 워너뮤직 타이완으로 소속사를 옮겨 지금에 이르고 있다. 이로서 중화권 가요계 최초로 세계 4대 음반사를 모두 거쳐간 가수가 됐다. 특히 그 포텐이 12집 〈Muse〉에서 폭발(...) 하다 시피 해서, 12집의 모든 뮤직비디오는 크게 호평을 받는다. 특히 타이틀곡 大艺术家(The Great Artist)에 특수효과가 사용되었다.
2009년 3월 정규 10집 〈花蝴蝶〉(Butterfly)를 발표했다. 8집, 9집에 이어 이번에도 당해년도 대만 음반판매량 1위(15만장)를 차지했다. 더블 타이틀곡은 大丈夫(Real Man)와 花蝴蝶(Butterfly) 각각 재즈댄스와 발레를 접목한 안무를 선보였다.
2010년 8월 발표한 11집 〈Myself〉는 발라드곡을 대폭 줄이고 댄스곡 위주로 승부했다. 타이틀곡 美人計(Honey Trap)에서 마돈나가 Vogue에서 선보여 유명해진 보깅 댄스를 선보여 또 한번 화제의 중심에 섰다. 한국에는 잘 알려지지 않았지만 이 곡의 안무는 한국 안무가가, 뮤직비디오는 차은택 감독이 작업했다. 한동안 대만에서 채의림의 보깅댄스 따라하기 열풍이 불기도 했다. 후속곡 玩愛之徒(Love Player)에서는 뮤직비디오 속 욕조에서 노래하는 장면이 야하다는 비판을 듣기도 했다.
2012년 발표한 정규 12집에서는 타이틀부터 당당하게 〈Muse〉로 정했다. 음악과 예술의 결합을 표방하며 수록곡들의 퀄리티 향상에 많은 곡을 들였고, 무려 8곡을 타이틀곡과 후속곡으로 밀었다. 타이틀곡 大藝術家(The Great Artist)와 수록곡 迷幻(Fantasy), Dr. Jolin 등 댄스곡과 발라드곡 詩人漫步(Wandering Poet) 馬賽克(Mosaic) 등이 인기를 얻었다. 타이틀곡 大藝術家(The Great Artist)는 24회 금곡장에서 올해의 최우수 노래상과 최우수 뮤직비디오상을 받았다. 댄스곡으로 최우수 노래상을 수상한 건 이 곡이 처음이다. 이 앨범 활동을 마치고 시작한 〈Myself〉세계투어 콘서트는 어마어마한 스케일을 자랑했다. 2013년 1월에는 프랑스 칸에서 열리는 세계적인 음악마켓 '미뎀'에 참가했다. 그리고 그 해 금곡장 시상식에서 무대를 선보인다.
2014년 발표한 13집 〈呸〉(Play)로 또 한번 커리어 하이를 찍었다. 음악과 퍼포먼스의 향상은 물론 수록곡 하나 하나에 사회적인 메시지를 담았다. 트랩 비트에 화려한 랩 실력을 뽐낸 타이틀곡 Play我呸(Play)는 가사와 뮤직비디오에 풍자적인 메시지가 가득해 화제를 모았다. 또 평소 동성결혼을 지지하는 발언을 해왔던 그 답게 발라드곡 不一樣又怎樣(We're All Different, Yet the Same)은 동성인 연인과 결혼을 할 수 없는 레즈비언의 이야기를 가사에 담았고 뮤직비디오에서는 배우 린이신와 동성 결혼식을 올리는 장면을 담았다. 또 1번 트랙 第二性(Gentlewomen)은 제목에서 알 수 있듯 시몬 드 보부아르의 유명한 저작 '제2의 성'에서 모티프를 얻은 곡이다. 수록곡 I'm Not Yours에서는 아무로 나미에와 콜라보레이션을 하기도 했다. 26회 금곡장에서 9개 부문에 노미네이트됐으며 올해의 최우수앨범상 등 3관왕에 올랐다. 최우수앨범상을 수상하고 소감을 발표하며 울먹였는데, 함께 후보로 올랐던 주걸륜의 표정이 묘했다.
2015년 삼성 갤럭시 노트 5의 대만 내 CF 모델을 맡았고, 삼성전자가 직접 2015년 월드투어의 스폰서를 맡기로 했다.
2017년에는 하드웰의 곡 We Are One에 보컬을 맡았다.

## 음반 목록
- 1999년: 1019
- 2000년: 돈 스톱
- 2000년: 쇼 유어 러브
- 2001년: 럭키 넘버
- 2003년: 매직
- 2004년: 캐슬
- 2005년: 제이 게임
- 2006년: 댄싱 디바
- 2007년: 에이전트 제이
- 2009년: 버터플라이
- 2010년: 마이셀프
- 2012년: 뮤즈
- 2014년: 플레이
- 2018년: 어글리 뷰티

## 출연 작품
- 2003년: 하이 워킹 걸

## 콘서트 투어
- 2004년 ~ 2006년: 제이 원 월드 투어
- 2006년 ~ 2009년: 댄싱 포에버 월드 투어
- 2010년 ~ 2013년: 마이셀프 월드 투어
- 2015년 ~ 2016년: 플레이 월드 투어

## 수상
- 2002년 MTV 비디오 뮤직 어워드 International Viewer's Choice (Fall in Love with a Street)
- 2006년 MTV 아시아 어워드 The Style Award
- 2007년 금곡장: 여자 가수상
- 2007년 금곡장: 좋아하는 여성 가수상
- 2007년 금곡장: 올해의 노래 (Marry Me Today feat. 타오저)
- 2013년 금곡장: 올해의 노래 (The Great Artist)
- 2015년 금곡장: 올해의 앨범 (Play)
- 2015년 Mnet 아시안 뮤직 어워드: 베스트 아시안 아티스트

## 같이 보기
- 대중음악의 별명 목록